# Incidente del Tupolev Tu-154 dell'Aeronautica Militare Polacca del 2010
L'incidente del Tu-154 Siły Powietrzne del 2010, a cui i media hanno spesso fatto riferimento come l'incidente dell'aereo presidenziale polacco, occorse il 10 aprile 2010 a un Tupolev Tu-154M della Siły Powietrzne, l'aeronautica militare della Polonia, che precipitò in fase di atterraggio a circa 20 chilometri dalla città russa di Smolensk uccidendo gli 89 passeggeri e i 7 membri dell'equipaggio a bordo. L'aereo stava effettuando un volo di Stato da Varsavia alla base aerea di Smolensk-Severnyj in Russia in occasione della cerimonia del 70º anniversario del massacro di Katyn'.
Secondo le ricostruzioni degli investigatori russi e polacchi, l'incidente è imputabile ad un errore dei piloti che tentarono di atterrare in condizioni di scarsa visibilità in un aeroporto privo di ausili alla navigazione aerea. L'inchiesta polacca inoltre individuò gravi mancanze nell'addestramento e nella organizzazione del reparto dell'aviazione militare a cui erano affidati i voli dell'aereo presidenziale: in seguito all'inchiesta l'intero reggimento aereo venne soppresso e i velivoli ad esso in dotazione ritirati dal servizio. Alcuni alti ufficiali delle forze armate polacche furono costretti a dimettersi e da allora il compito di trasportare i membri del Governo polacco viene svolto da equipaggi e aeromobili presi a noleggio dalla compagnia aerea di bandiera LOT Polish Airlines.
Tra i passeggeri vi erano l'allora presidente della Polonia Lech Kaczyński accompagnato dalla moglie Maria, l'ex-presidente Ryszard Kaczorowski, il capo delle forze armate polacche con alcuni alti ufficiali, il presidente della Banca nazionale di Polonia, il vice-ministro polacco degli esteri, funzionari del governo, diciotto membri del parlamento polacco, rappresentanti del clero e parenti delle vittime dell'eccidio di Katyń del 1940.

## Antefatto

### Scopo del volo
Lo scopo del volo era quello di condurre i più importanti politici polacchi alle cerimonie che celebravano il 70º anniversario del massacro di Katyn, una strage di intellettuali, politici e ufficiali polacchi da parte dei sovietici durante la Seconda Guerra Mondiale. Il sito del massacro si trova a circa 19 km ad ovest di Smolensk, in un'area piuttosto remota: Smolensk è l'unica città nelle vicinanze e ha gli unici due aeroporti della zona: la Base aerea di Smolensk-Severnyj, dove si è verificato l'incidente, e l'Aeroporto di Smolensk-Južnyj.
La commemorazione del 70º anniversario del massacro di Katyn' non sarebbe stata però unitaria, dato il conflitto politico tra il governo liberale del primo ministro Donald Tusk e il presidente conservatore Kaczyński. Il 7 aprile, Tusk, insieme ad altri membri del governo e deputati del suo partito, Piattaforma Civica, si sarebbero dovuti recare a Katyń su invito del Primo ministro russo Vladimir Putin. Nello stesso tempo, la commemorazione ufficiale, organizzata dal Consiglio polacco per la Protezione dei Siti di Martirio era in programma alcuni giorni dopo, per il 10 aprile. Malgrado le due cerimonie distinte, erano a bordo dell'aereo sia membri della coalizione di governo che di quella di opposizione, con 6 e 8 membri del Sejm e 1 e 2 membri del Senato rispettivamente, molti dei quali erano personalità molto popolari. Molti dei passeggeri erano aperti oppositori delle politiche di Tusk, tra cui:
- il Presidente Kaczyński stesso
- il Presidente della Banca Nazionale di Polonia, Sławomir Skrzypek[2][3]
- il capo dell'Istituto di Memoria Nazionale, Janusz Kurtyka[4][5]
- l'Ombudsman polacco Janusz Kochanowski[6]
- Jerzy Szmajdziński, candidato di centro-sinistra[7] alle elezioni presidenziali.

### L'aeroporto di destinazione
La Base aerea di Smolensk-Severnyj è un ex aeroporto militare ora adibito ad uso misto militare-civile. Al momento dell'incidente, l'aeroporto non era dotato di un sistema di atterraggio strumentale Instrument landing system (ILS) conforme alle normative ICAO (ILS), ma disponeva di un sistema analogo di fabbricazione russa. L'aeroporto era dotato anche di un NDB, ma tale dispositivo è essenzialmente un ausilio alla navigazione e può essere utilizzato solo per approcci non di precisione, nei quali può guidare il pilota nell'allinearsi alla pista, ma non fornisce nessuna guida verticale.

### L'aereo

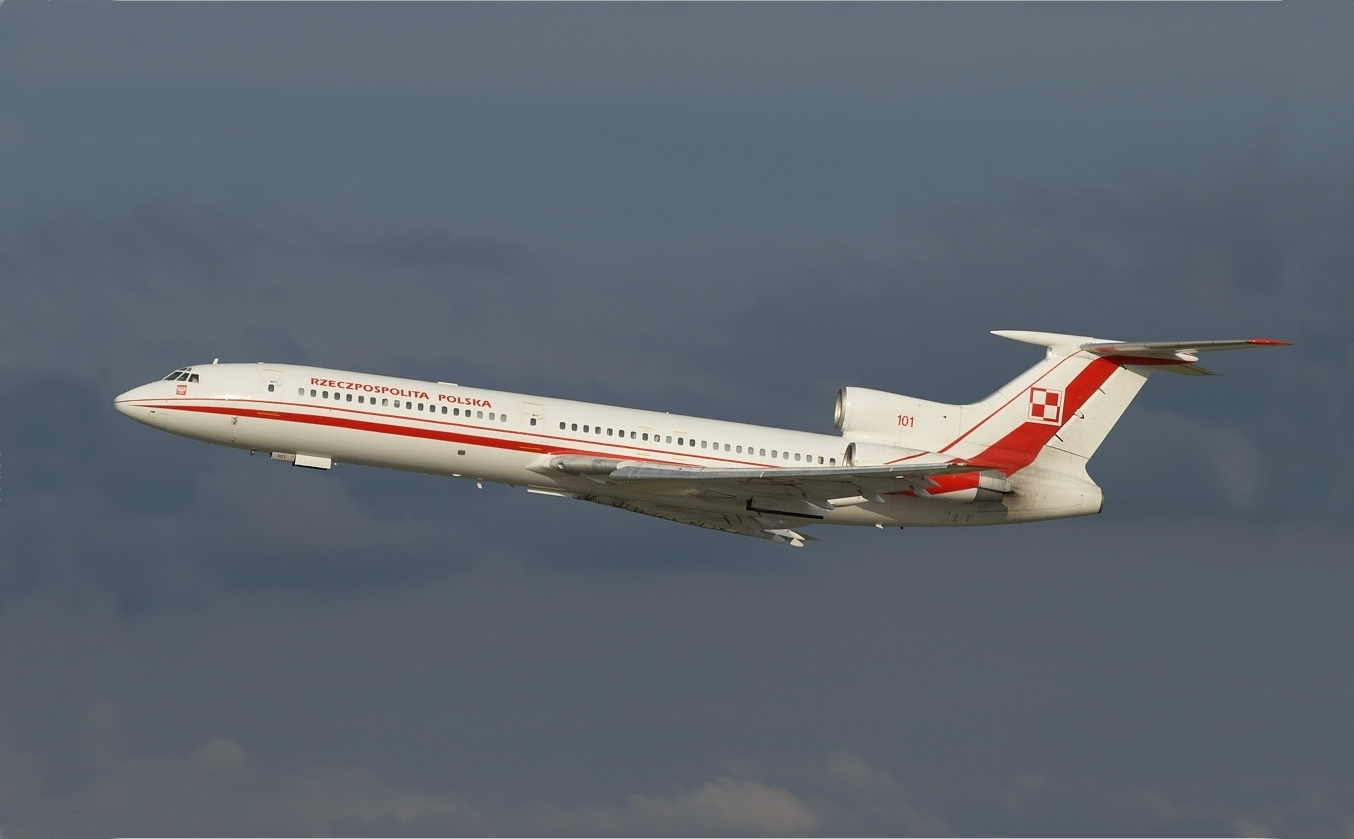
Il Tupolev Tu-154 in decollo il 5 giugno 2008.

L'aereo coinvolto nell'incidente era un Tupolev Tu-154M appartenente al 36º Reggimento Aviazione Speciale dell'Aeronautica Polacca ed aveva codice di registrazione 101. Costruito nel 1990 dalla Aviakor con MSN 90A837, ha effettuato il primo volo il 29 giugno 1990.
Al momento dell'incidente il velivolo aveva accumulato più di 5 150 ore di volo in 4 000 cicli. La vita operativa dei Tu-154M è superiore a 25 anni o 30 000 ore di volo o 15 000 cicli (a seconda dell'evento che si verifica per primo). Tutti e tre i motori Aviadvigatel' Solov'ëv D-30 erano entro i limiti di servizio di 24 000 ore di volo o 11 100 cicli. Durante il volo l'aeromobile veniva identificato con il callsign PLF 101. PLF è il codice a tre lettere utilizzato dall'ICAO per i velivoli dell'Aeronautica Polacca.

## Il volo e l'incidente

### Decollo e crociera
PLF 101 era decollato da Varsavia alle 9:27 per Smolensk dopo un ritardo di 27 minuti. L'equipaggio di condotta era composto dal comandante Arkadiusz Protasiuk, dal primo ufficiale Robert Grzywna, dal navigatore Artur Ziętek e dall'ingegnere di volo Andrzej Michalak. Protasiuk era già atterrato a Smolensk tre giorni prima, il 7 aprile, sempre con lo stesso Tu-154, anche se durante il volo aveva la funzione di primo ufficiale.
Mentre l'aereo lasciava Varsavia, le condizioni meteorologiche a Smolensk stavano rapidamente peggiorando a causa della formazione di una fitta nebbia. Alle 9:15, ora di Smolensk, circa un'ora e mezza prima dello schianto, uno Yakovlev Yak-40 dell'aeronautica polacca con a bordo giornalisti e membri dello staff presidenziale aveva effettuato la stessa tratta di volo senza nessun tipo di problema. Poco dopo, tra le 9:20 e le 9:39, un Ilyushin Il-76 tentò per due volte di atterrare, ma, a causa della scarsa visibilità, si era diretto verso l'Aeroporto di Mosca-Vnukovo.
Quando PLF 101 cominciò l'avvicinamento a Smolensk, la nebbia aveva ridotto la visibilità a 400 metri e i controllori di volo avevano avvisato i piloti che non vi erano le condizioni per effettuare l'atterraggio; allora il comandante Protasiuk aveva richiesto il permesso di tentarlo comunque e che avrebbe effettuato un go around se non fosse riuscito a vedere la pista.

### Fattori di stress e "carico di lavoro"
Mentre il tempo continuava a peggiorare, i piloti divennero sempre più consapevoli dell'estrema difficoltà che avrebbero incontrato nell'atterrare a Smolensk e della reazione negativa che ciò avrebbe provocato nei passeggeri. Il Comandante dell'Aeronautica militare entrava spesso nella cabina di pilotaggio per parlare con i piloti e questo potrebbe aver rappresentato una fonte di stress. Inoltre, i piloti erano probabilmente influenzati da quanto accaduto nel 2008 quando erano primo ufficiale e navigatore su un altro volo di Stato: in quell'occasione il presidente della Repubblica aveva chiesto di atterrare in un aeroporto diverso rispetto a quello inizialmente previsto ma il comandante del volo si oppose perché ciò non era consentito dal piano di volo. Sebbene i vertici dell'aeronautica militare avessero lodato questo comportamento, il comandante fu successivamente escluso da tutti i voli con a bordo il presidente della Repubblica.
A complicare ulteriormente la situazione c'era il notevole carico di lavoro a cui era sottoposto il comandante Protasiuk. Normalmente, un pilota si occupa della conduzione dell'aereo mentre l'altro membro dell'equipaggio gestisce le comunicazioni radio; su PLF 101 invece la responsabilità delle comunicazioni radio è affidata solitamente al navigatore. Per i voli su Smolensk la situazione era però diversa: poiché l'aeroporto non era solitamente aperto per i voli internazionali e non era certificato ICAO, i controllori del traffico aereo non erano tenuti a parlare correntemente l'Inglese, la lingua standard ICAO per le comunicazioni radio che venivano quindi effettuate in Russo.
La legge russa impone ai voli internazionali che atterrano in aeroporti militari russi di avere a bordo un navigatore russo; di conseguenza la Polonia aveva richiesto alla Russia un navigatore da affiancare ai suoi piloti, ma non ricevendo nessuna risposta decise di utilizzare equipaggi propri che parlassero Russo. In realtà, a bordo di PLF101 il comandante Protasiuk era l'unico membro dell'equipaggio a parlare correttamente Russo. Pertanto, egli aveva sia il compito di pilota che di navigatore.

### L'avvicinamento alla pista
Avvicinandosi alla pista, i piloti settarono l'ADF sulla frequenza del NDB di Smolensk e il pilota automatico per seguire i waypoint impostati nel Flight Management System (FMS).
Tramite la radio contattarono i piloti dello Yak-40 atterrato in precedenza chiedendo informazioni sulle condizioni meteorologiche, ed essi risposero che la visibilità stava peggiorando e che loro erano stati fortunati a riuscire ad atterrare. 
Quando l'aereo si avvicinò all'outer marker i piloti impostarono il rateo di discesa sul pilota automatico, sebbene questa procedura non fosse raccomandata sui Tu-154, in quanto l'autopilota non è in grado di mantenere una velocità verticale sufficientemente accurata per la fase di avvicinamento alla pista. Nello stesso tempo, il controllore di volo, sebbene l'equipaggio non lo avesse richiesto, iniziò a comunicare ai piloti i dati relativi alla loro distanza dalla pista e se stavano seguendo correttamente il sentiero di discesa.
Alle 10:40:09 il TAWS emise un segnale di allarme, ma ciò accadde perché l'aeroporto di Smolensk non era nel database del sistema e quindi esso non riconosceva che l'aereo stava effettuando un atterraggio.
Mentre la discesa proseguiva, l'equipaggio si rese conto di aver iniziato la discesa troppo tardi. Per correggere l'errore aumentarono il rateo di discesa verticale a 8 metri al secondo (26 ft/s), il doppio di quanto prescritto per un approccio normale. Questo fatto generò un aumento della velocità del velivolo, giunta ora ad essere di circa 35 km/h (22 mph) superiore a quella specificata dai manuali.
Giunti alla quota di 300 metri (980 piedi), il navigatore cominciò a comunicare la quota riportata dal radioaltimetro. Questa non è una pratica standard per un avvicinamento non di precisione, poiché il radioaltimetro non dà indicazioni della conformazione del terreno davanti al velivolo, ma solamente di quello al di sotto di esso; la pratica standard implicherebbe di richiamare le letture sull'altimetro barometrico in quanto può fornire la posizione verticale di un velivolo rispetto all'altitudine dell'aeroporto di destinazione.

### Lo schianto
A 180 metri (590 piedi) di quota il TAWS emise un nuovo segnale di allarme, ma i piloti lo ignorarono nuovamente. Secondo il rapporto dell'Interstate Aviation Committee (MAK), anche alla quota di 100 metri (330 piedi), cioè l'altezza di decisione, i piloti non avevano ancora chiamato il "go-around".
Un secondo dopo il raggiungimento della quota di 100 m il TAWS iniziò ad emettere l'allarme "PULL UP". Questo allarme sonoro si aziona solo quando il TAWS calcola che sia imminente la collisione con il terreno; pertanto, quando si attiva, i piloti dovrebbero eseguire immediatamente il "go around" alla massima potenza ed al massimo angolo di salita sostenibile.
Nei secondi successivi, il navigatore chiamò più volte "100 metri", la quota da lui letta sul radioaltimetro; questo fece pensare ai piloti che l'aereo fosse in volo livellato (in realtà stava sorvolando un avvallamento, e quindi stava scendendo) e aumentarono ulteriormente il rateo di discesa.
Alla quota di 66 metri (200 piedi) di altitudine rilevata dal radioaltimentro (ma in realtà a 23 metri di altitudine dalla pista), il Primo Ufficiale chiamò "Go Around", tirò a sé la cloche e diede massima potenza ai motori per far riprendere quota al velivolo; Poco dopo l'aereo cominciò ad impattare contro gli alberi, il primo dei quali, una betulla avente un tronco di 40 cm di diametro, fu decapitata dall'ala sinistra all'altezza di 6,5 m; questo causò un violento rollio verso sinistra che in pochi secondi capovolse l'aereo e lo portò a schiantarsi contro il terreno dapprima con l'ala sinistra e successivamente con il muso. Questo impatto, avvenuto con forze superiori a 100 g, provocò la morte immediata di tutte le persone a bordo.
Anche senza l'urto contro la betulla, l'angolo di attacco eccessivo causato dalla manovra del Primo Ufficiale avrebbe generato uno stallo aerodinamico con conseguente violento impatto contro il terreno.

## Le indagini
Poiché l'incidente è avvenuto sul suolo russo, l'ente preposto ad occuparsi delle indagini è l'Interstate Aviation Committee (MAK), che ha accettato la collaborazione di investigatori polacchi.
Le due scatole nere, il Flight Data Recorder (FDR) e il Cockpit Voice Recorder (CVR) sono state recuperate nel pomeriggio del giorno dell'incidente; la sera stessa, dopo le analisi, è stato riferito che le registrazioni del CVR hanno confermato che i piloti hanno tentato l'atterraggio nonostante il parere contrario dei controllori del traffico aereo.
Un terzo registratore di volo, il Quick Access Recorder (QAR) (progettato per la diagnostica di manutenzione), è stato trovato il 12 aprile. Sono state inoltre recuperate le due unità FMS (Flight Management System). 
Gli investigatori sono riusciti ad ottenere informazioni dalle memorie elettroniche del QAR e di una delle unità FMS, nonostante il fatto che non fossero progettate per resistere a un incidente. Poiché le unità FMS sono collegate tra loro, essere in grado di leggere la memoria di una significa determinare le azioni eseguite da entrambe le unità.
Il giorno successivo all'incidente, dopo aver esaminato il FDR, gli investigatori hanno confermato che l'aereo non aveva sofferto di nessuna avaria. Alexei Gusev, direttore generale della fabbrica di Aviakor, ha dichiarato che i tre motori del velivolo erano stati regolarmente revisionati e che l'avionica presente sull'aereo era stata sostituita l'anno precedente. Ha inoltre affermato che non vi erano dubbi sull'aeronavigabilità del velivolo.

### Rapporti preliminari
Il 19 maggio 2010 è stata resa pubblica la relazione preliminare del MAK sulle cause dell'incidente. Alexei Morozov, il direttore della commissione tecnica, ha dichiarato che il Tupolev Tu-154M non aveva sofferto problemi meccanici e che uno dei controllori del traffico aereo dell'aeroporto di Smolensk aveva "avvertito due volte che la visibilità era di 400 metri e che non c'erano le condizioni per l'atterraggio". L'inchiesta ha escluso come possibili cause dell'incidente sia un attacco terroristico che un'esplosione o un incendio a bordo. Nel rapporto si legge inoltre che nella cabina di pilotaggio sono entrati più volte alti funzionari dell'aeronautica polacca.
Il 26 maggio 2010 il capo della commissione investigativa polacca Edmund Klich ha dichiarato che la causa principale dell'incidente era da attribuire ad un errore del pilota: "In questo momento è ormai quasi tutto chiaro e quasi tutte le prove sono state raccolte. I piloti hanno ignorato gli allarmi automatici dell'aereo e hanno tentato un atterraggio incredibilmente rischioso".
Klich ha rifiutato di speculare sul fatto che il pilota fosse stato messo sotto pressione dai suoi superiori per atterrare, commentando: "Gli psicologi dovranno valutare i livelli di stress ai quali i piloti sono stati sottoposti".
Il 1º giugno 2010 il Ministero dell'Interno della Polonia ha reso pubblica una parte della trascrizione dei dati estratti dal CVR che confermava che i piloti avevano tentato di atterrare in condizioni meteorologiche avverse contro il parere dei controllori del traffico aereo e nonostante i ripetuti allarmi attivatisi nella cabina di pilotaggio. A un certo punto della registrazione, Mariusz Kazana, direttore del protocollo del Ministero degli Affari Esteri, entra nel cockpit ed il pilota gli dice: "Signore, la nebbia è in aumento, alle condizioni che abbiamo ora non riusciremo ad atterrare" e Kazana gli risponde: "Bene, allora abbiamo un problema".

### Rapporto finale russo
Il MAK ha completato le indagini il 20 ottobre 2010. Una copia del rapporto è stata inviata alle autorità polacche, che hanno avuto 60 giorni di tempo per valutarlo, dopo di che è stato pubblicato il 12 gennaio 2011.
In esso si legge che la causa principale dell'incidente è da attribuire ad un errore dei piloti che hanno condotto l'aereo al di sotto dell'altezza minima di sicurezza in condizioni di scarsa visibilità e al ritardo con cui hanno iniziato la manovra di go around
e che i fattori che hanno contribuito all'incidente sono stati l'errato settaggio del radioaltimetro del Comandante che segnalava quindi una posizione dell'aereo più alta di 170 metri rispetto alla posizione reale, l'errata comunicazione dei controllori di volo che non hanno avvisato i piloti che non stavano percorrendo il sentiero di discesa in maniera corretta e la presenza nella cabina di pilotaggio di alte cariche dell'aeronautica polacca che hanno messo sotto pressione i piloti.

### Commenti della Polonia al rapporto finale russo
Lo stesso giorno della pubblicazione del rapporto finale del MAK, la Polonia ha reso noti i suoi commenti su di esso, criticando la decisione delle autorità russe di non inserirli direttamente nel rapporto finale ma di pubblicarli solamente come appendici. I rilievi principali delle autorità polacche sono:
- Secondo l'accordo internazionale tra Polonia e Russia stipulato nel 1993, PLF 101 era classificato come volo militare e come tale avrebbe dovuto essere trattato anche in Russia, quindi i controllori di volo avevano l'autorità per impedire ai piloti polacchi di effettuare l'atterraggio, al contrario di quello che invece avviene nei voli civili.[34]
- Dalle informazioni risultanti dall'analisi del CVR (Cockpit Voice Recorder) eseguita dalla Commissione polacca per l'indagine sugli incidenti aerei si evince che il Primo Ufficiale dà il comando "go around" a 100 m di altitudine. Questo fatto è stato ignorato dal rapporto finale del MAK.[34]
- I controllori di volo hanno fornito ai piloti informazioni errate sulla posizione dell'aereo.[34]
- L'aeroporto di Smolensk non era conforme ai regolamenti russi perché c'erano alberi e altri ostacoli in un'area lunga dai 300 ai 900 metri prima della pista, le cui altezze erano di 15 metri eccedenti a quelle consentite dai regolamenti (russi e dall'ICAO).[34] Dopo l'incidente, gli alberi sono stati tagliati.

### Rapporto ufficiale polacco
Il 29 luglio 2011 il Committee for Investigation of National Aviation Accidents (KBWLLP), l'agenzia che in Polonia si occupa di incidenti accaduti ad aerei militari, ha pubblicato il suo rapporto ufficiale. Sebbene in esso si affermi che la causa principale dell'incidente fosse stato l'errore dei piloti e la loro scarsa preparazione per operare in condizioni climatiche avverse,
differiva dal rapporto russo in diversi aspetti, il principale dei quali era che i piloti non erano stati messi sotto pressione dai vertici dell'aeronautica e che la manovra di go around era stata cominciata nel momento giusto, ma l'errore consisteva nel non aver disinserito il pilota automatico che aveva causato il ritardo fatale nell'esecuzione della stessa.
Il rapporto polacco ha anche riscontrato tre gravi problemi che affliggevano l'aeroporto di Smolensk e che hanno contribuito all'incidente: il primo riguardava la presenza di un gran numero di ostacoli (per lo più alberi ad alto fusto) nell'area prima della pista che invece avrebbero dovuto essere rimossi per mantenere lo spazio aereo di avvicinamento libero da ostacoli; il secondo riguardava il sistema di illuminazione di avvicinamento che era tracciato in modo errato e che presentava gravi carenze di manutenzione, infatti molte lampade erano bruciate, altre avevano perso le lenti ed altre ancora erano oscurate da arbusti; il terzo riguardava le cartine informative dell'aeroporto ricevute dalla Polonia che contenevano diverse informazioni errate: la posizione della pista era indicata a circa 116 metri a nord della sua posizione reale e il sistema di illuminazione non era rappresentato correttamente.

## Conseguenze politiche

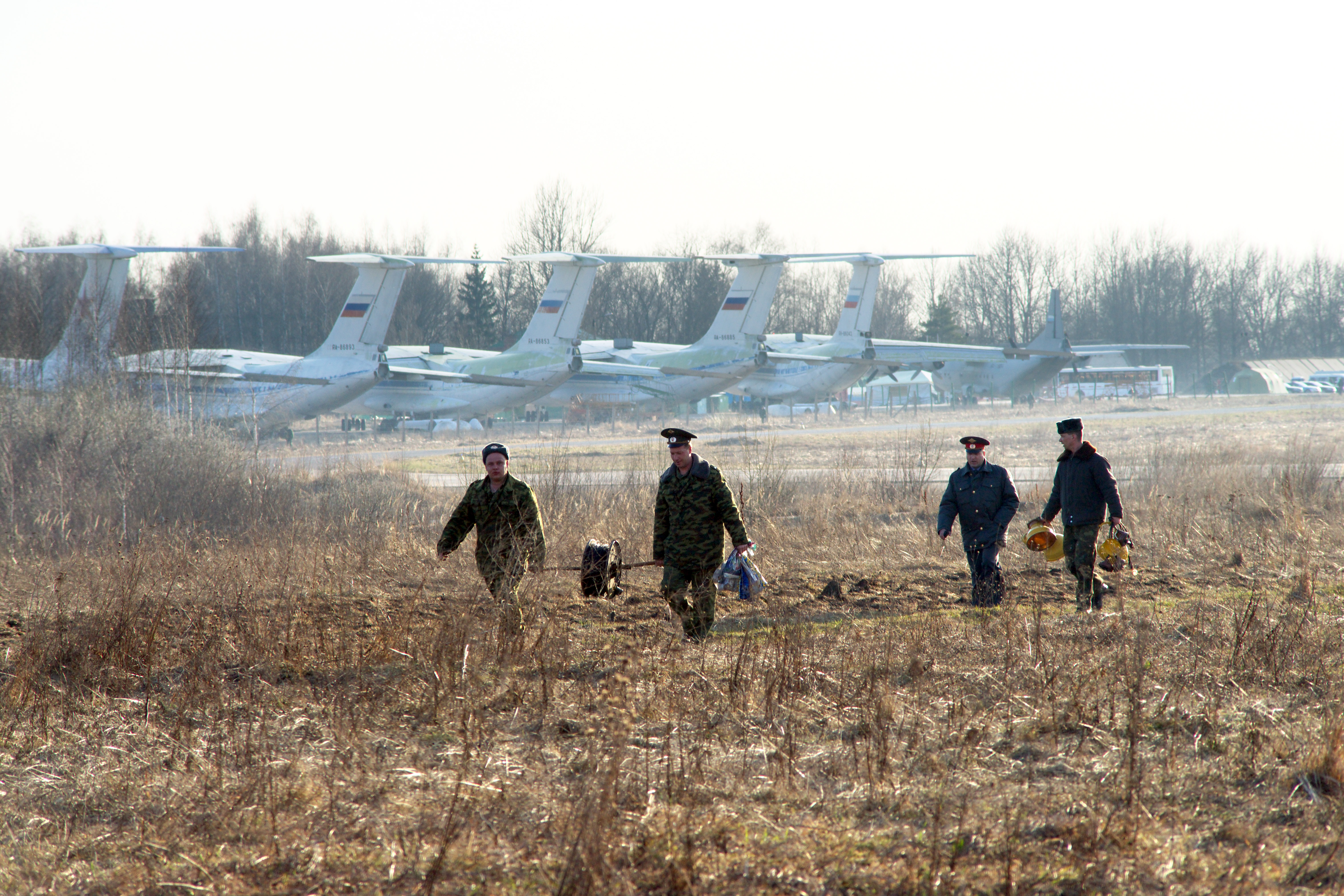
Militari russi che riparano il sistema di illuminazione dopo la catastrofe.

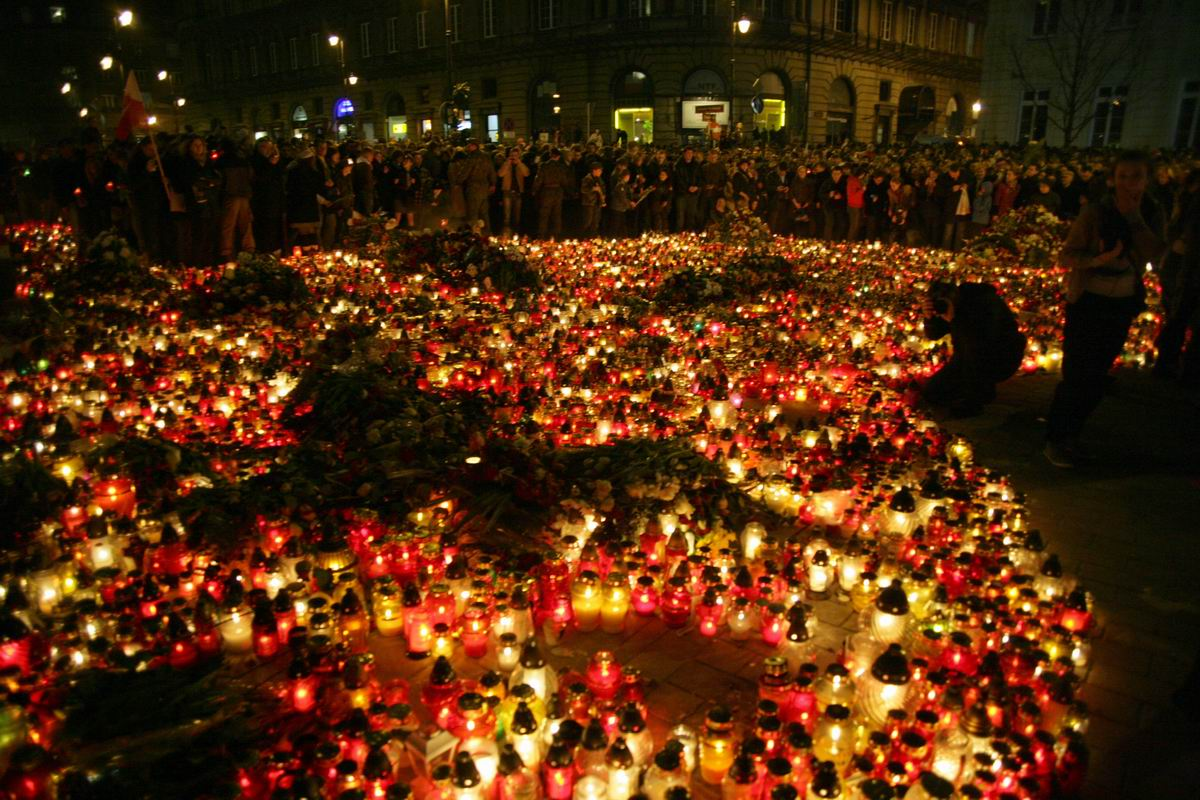
Varsavia, candele e fiori di fronte al palazzo presidenziale.

Secondo la Costituzione polacca, in caso di morte del presidente i suoi compiti vengono assunti dal Maresciallo del Sejm - Presidente del Sejm, la camera bassa del Parlamento - che viene quindi a ricoprire la carica di Presidente ad interim dello Stato, e che entro 2 settimane dall'insediamento deve annunciare la data di nuove elezioni presidenziali che devono tenersi entro 60 giorni, in quell'occasione entro il 20 giugno. Lech Kaczyński era ufficialmente candidato alle elezioni prima della morte.
Nonostante le morti del Presidente e di numerosi funzionari statali, l'incidente non rallentò le attività del governo, poiché nessun membro dell'Esecutivo si trovava a bordo dell'aereo. Le Forze Armate polacche, invece, videro perire i propri vertici, in quanto tutti i Capi di Stato Maggiore morirono: i loro compiti furono assunti automaticamente dai rispettivi Vice Comandanti.

## Elenco delle vittime

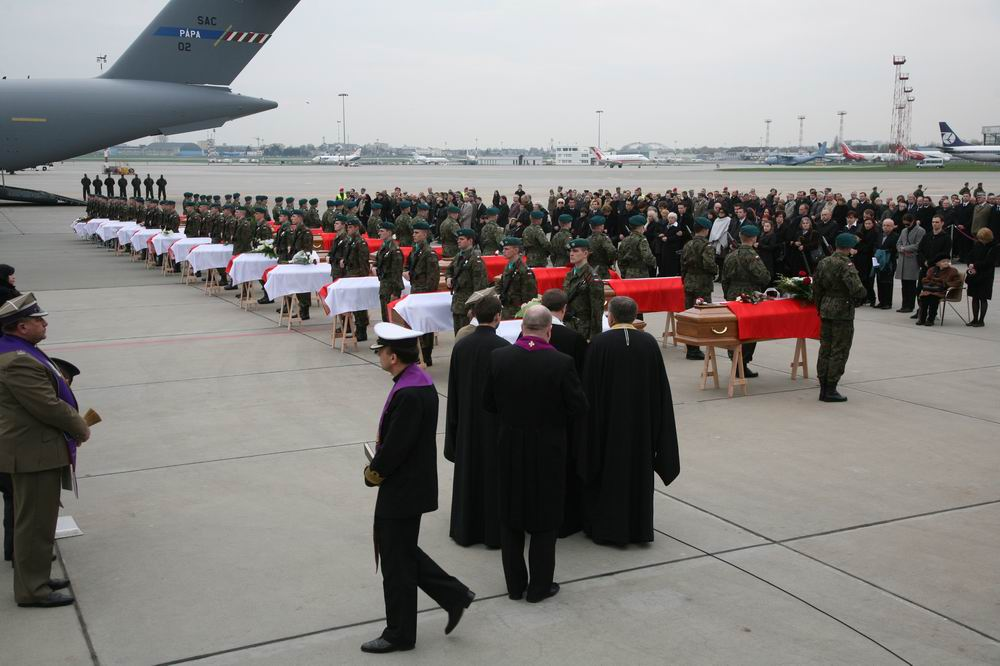
Le bare delle vittime all'aeroporto di Varsavia-Okęcie.

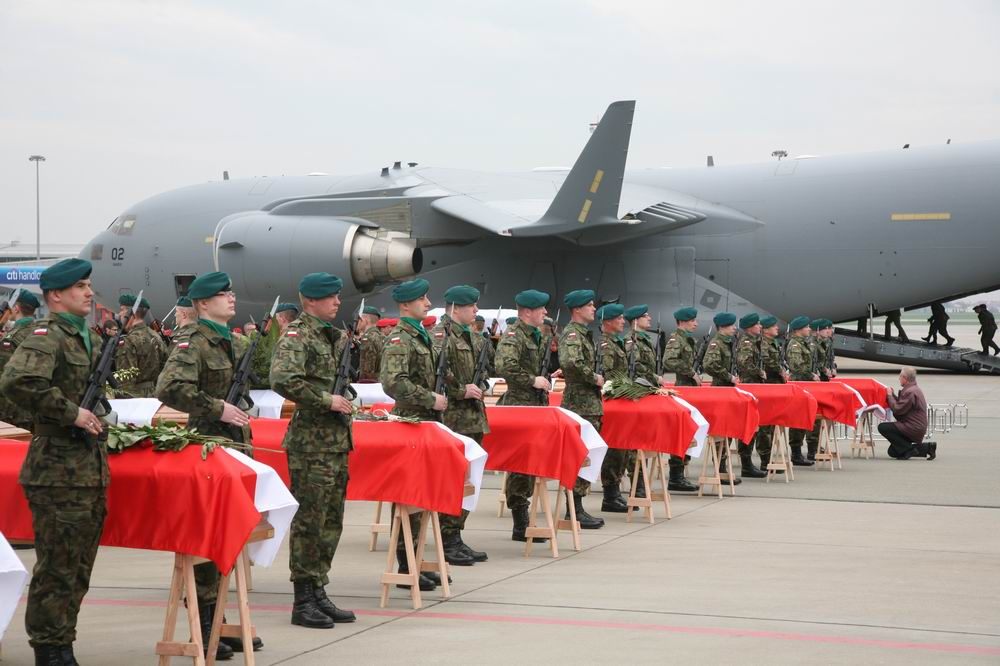
Le bare delle vittime all'aeroporto di Varsavia-Okęcie.

### Presidente della Repubblica di Polonia e altri membri della delegazione
- Lech Kaczyński – Presidente della Repubblica di Polonia
- Maria Kaczyńska – Consorte del presidente della Repubblica
- Ryszard Kaczorowski – Ultimo presidente della Repubblica di Polonia in esilio
- Krzysztof Putra – vicepresidente della Camera dei deputati
- Jerzy Szmajdziński – vicepresidente della Camera dei deputati
- Krystyna Bochenek – vicepresidente del Senato
- Janusz Kochanowski – difensore civico
- Janusz Krupski – capo dell'Ufficio per veterani di guerra e le vittime dell'oppressione
- Janusz Kurtyka – presidente dell'Istituto di rimembranza nazionale
- Sławomir Skrzypek – presidente della Banca nazionale di Polonia
- Maciej Płażyński – deputato, presidente dell'associazione "Wspólnota Polska"
- Władysław Stasiak – capo della Cancelleria del Presidente della Repubblica di Polonia
- Aleksander Szczygło – capo dell’Ufficio nazionale di sicurezza
- Paweł Wypych – segretario di Stato presso la Cancelleria del Presidente della Repubblica di Polonia
- Stanisław Jerzy Komorowski – sottosegretario di Stato presso il Ministero della Difesa Nazionale
- Andrzej Kremer – sottosegretario di Stato presso il Ministero degli Affari Esteri
- Tomasz Merta – sottosegretario di Stato presso il Ministero della Cultura e del Patrimonio Nazionale
- Mariusz Handzlik – sottosegretario di Stato presso la Cancelleria del Presidente della Repubblica di Polonia
- Andrzej Przewoźnik – segretario del Consiglio per la protezione della memoria del combattimento e del martirio

### Rappresentanti del Parlamento

#### Deputati
- Leszek Deptuła – Partito Popolare Polacco
- Grzegorz Dolniak – Piattaforma Civica
- Grażyna Gęsicka – Diritto e Giustizia
- Przemysław Gosiewski – Diritto e Giustizia
- Izabela Jaruga-Nowacka – Sinistra
- Sebastian Karpiniuk – Piattaforma Civica
- Aleksandra Natalli-Świat – Diritto e Giustizia
- Arkadiusz Rybicki – Partito Popolare Conservatore
- Jolanta Szymanek-Deresz – Alleanza della Sinistra Democratica
- Zbigniew Wassermann – Diritto e Giustizia
- Wiesław Woda – Partito Popolare Polacco
- Edward Wojtas – Partito Popolare Polacco

#### Senatori
- Janina Fetlińska – Diritto e Giustizia
- Stanisław Zając – Diritto e Giustizia

### Rappresentanti delle Famiglie Katyn e di altre associazioni
- avv. Joanna Agacka-Indecka – presidente del Consiglio superiore dell'avvocatura
- Ewa Bąkowska – nipote del generale di brigata Mieczysław Smorawiński, vittima del massacro di Katyn'
- Anna Maria Borowska – figlia del sottotenente Franciszka Popławskiego, vicepresidente della sezione di Gorzow dell'Associazione delle Famiglie di Katyn'
- Bartosz Borowski – rappresentante della sezione di Gorzow dell'Associazione delle Famiglie di Katyn e nipote di Anna Maria Borowska (figlio di Franciszek Borowski)
- Czesław Cywiński – presidente dell’Associazione nazionale dei soldati dell'Esercito Nazionale
- Edward Duchnowski – segretario generale dell'Associazione siberiana
- monsignor Bronisław Gostomski – decano del decanato di Londra-Nord, parroco della parrocchia di Sant'Andrea Bobola a Londra
- padre Józef Joniec, Sch. P. – presidente dell'Associazione Parafiada
- don Zdzisław Król – cappellano della sezione di Varsavia dell’Associazione delle Famiglie di Katyn' dal 1987 al 2007
- don Andrzej Kwaśnik – cappellano della Federazione delle Famiglie di Katyn'
- Tadeusz Lutoborski – ex presidente della sezione di Varsavia dell'Associazione delle Famiglie di Katyn', figlio del sottotenente Adam Lutoborski
- Bożena Mamontowicz-Łojek – presidente della Fondazione polacca Katyn'
- Stefan Melak – presidente del comitato Katyn'
- avv. Stanisław Mikke – vice presidente del consiglio per la protezione della memoria del combattimento e del martirio e redattore capo del mensile Palestra
- Piotr Nurowski – presidente del Comitato Olimpico Polacco
- Bronisława Orawiec-Löffler – membro della sezione di Podhale dell'Associazione delle Famiglie di Katyn e nipote del maggiore Franciszek Orawiec, vittima del massacro di Katyn'
- Katarzyna Piskorska – figlia dell'alfiere Tomasz Piskorski, vittima del massacro di Katyn'
- Andrzej Sariusz-Skąpski – presidente della Federazione delle Famiglie di Katyn'
- Wojciech Seweryn – scultore, autore del monumento alle vittime di Katyn' a Chicago
- Leszek Solski – membro dell’Associazione delle Famiglie di Katyn' e figlio del capitano Kazimierz Solski, ufficiale e atleta, e nipote del maggiore Adam Solski, vittime del massacro di Katyn'
- Teresa Walewska-Przyjałkowska – rappresentante della Fondazione "Golgota Wschodu"
- Anna Walentynowicz – attivista dei sindacati di libero scambio della costa e co-fondatrice di Solidarność
- Gabriela Zych – president della sezione di Kalisz dell'Associazione delle Famiglie di Katyn'

### Rappresentanti delle Forze armate polacche
- generale Franciszek Gągor – capo di stato maggiore dell'esercito
- generale di divisione Tadeusz Buk – comandante delle forze terrestri della Repubblica di Polonia
- luogotenente generale Andrzej Błasik – comandante dell'aeronautica militare
- vice ammiraglio Andrzej Karweta – comandante della marina militare
- generale di divisione Włodzimierz Potasiński – comandante delle forze speciali della Repubblica di Polonia
- generale Bronisław Kwiatkowski – comandante operativo delle forze armate polacche
- generale di brigata Kazimierz Gilarski – comandante della guarnigione di Varsavia
- generale di brigata monsignor Tadeusz Płoski – ordinario militare cattolico per la Polonia
- generale di brigata arcivescovo Miron Chodakowski – ordinario militare ortodosso per la Polonia
- colonnello pastore Adam Pilch – ordinario militare evangelico per la Polonia
- tenente colonnello don Jan Osiński – vice-cancelliere della curia castrense, segretario del vescovo Tadeusz Płoski, capo della cappellania della polizia ferroviaria e cappellano del comando generale della polizia ferroviaria a Varsavia

### Accompagnatori
- tenente colonnello Zbigniew Dębski – membro del Capitolo dell'Ordine Virtuti Militari e segretario del Club dei Cavalieri dell'Ordine Virtuti Militari
- Katarzyna Doraczyńska – vice capo di gabinetto del capo ufficio del Presidente e assessore di Praga-Sud a Varsavia
- Aleksander Fedorowicz – traduttore
- Monsignor Roman Indrzejczyk – rettore della cappella presidenziale
- Dariusz Jankowski – aspirante nel team organizzativo della Cancelleria presidenziale
- Mariusz Kazana – direttore del protocollo diplomatico del Ministero degli Affari Esteri
- generale di brigata Stanisław Komornicki – Cancelliere dell'Ordine Virtuti Militari
- colonnello Wojciech Lubiński – medico presidenziale e portavoce, segretario del consiglio scientifico e vice comandante dell'Istituto militare di medicina
- Barbara Mamińska – direttrice dell'ufficio del personale e addetta alla cancelleria del Presidente
- Janina Natusiewicz-Mirer – attivista sociale ed ex attivista dell'opposizione democratica a Cracovia
- don prof. Ryszard Rumianek – rettore dell’Università Cardinale Stefan Wyszyński di Varsavia
- Izabela Tomaszewska – direttrice della squadra protocollare presso la Cancelleria del Presidente e responsabile dello studio legale per i contatti della first lady
- Janusz Zakrzeński – attore teatrale e cinematografico, membro del comitato direttivo dell'Unione Pilsudski

### Equipaggio
Militari dell'aeronautica militare
- comandante Arkadiusz Protasiuk, pilota
- maggiore Robert Grzywna, copilota
- tenente pilota Artur Ziętek, navigatore
- alfiere Andrzej Michalak, ingegnere di volo

Lavoratrici civili
- Natalia Januszko
- Barbara Maciejczyk
- Justyna Moniuszko

Funzionari dell'Ufficio di Protezione del Governo
- alfiera Agnieszka Pogródka-Węcławek – ufficiale dell'Ufficio di Protezione del Governo in servizio come assistente di volo

### Funzionari dell'Ufficio di Protezione del Governo
- tenente colonnello Jarosław Florczak
- capitano Dariusz Michałowski
- tenente Paweł Janeczek
- secondo tenente Piotr Nosek
- secondo tenente Artur Francuz
- alfiere Jacek Surówka
- alfiere Paweł Krajewski
- alfiere Marek Uleryk

La lista dei passeggeri comprendeva anche Zofia Kruszyńska-Gust, funzionaria della Cancelleria del Presidente della Repubblica di Polonia, la quale tuttavia non si presentò all'aeroporto poiché, all'ultimo momento, rinunciò al viaggio a causa di una malattia.
Anche Michael Schudrich, il rabbino capo della Polonia, era stato invitato, ma non partecipò in quanto avrebbe violato il riposo obbligatorio del sabato ebraico, che proibisce anche di viaggiare.

## Lutto ed esequie

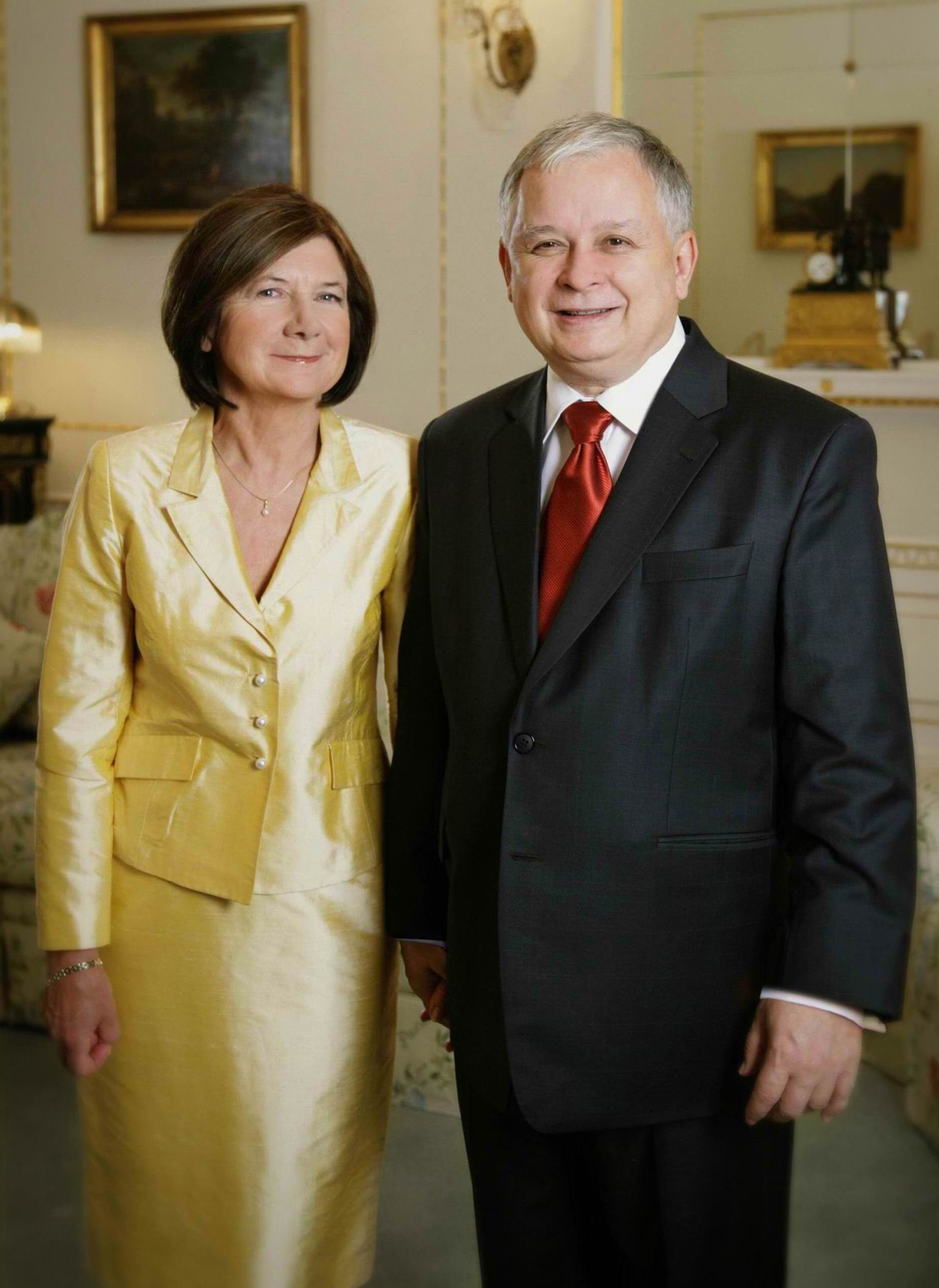
Lech Kaczyński con sua moglie Maria

La Polonia proclamò una settimana di lutto nazionale. Nel pomeriggio del 10 aprile, il nunzio apostolico della Santa Sede in Polonia, Jozef Kowalczyk, officiò una messa in suffragio delle vittime dell'incidente nella cattedrale militare dell'esercito polacco. Tra le manifestazioni di cordoglio internazionale spiccò la proclamazione di un giorno di lutto (12 aprile 2010) anche da parte della Russia.
Il 13 aprile la salma di Kaczyński fu esposta in una camera ardente allestita nel palazzo presidenziale. I funerali della coppia presidenziale si svolsero il 18 aprile a Cracovia nella basilica di Santa Maria, con omelia tenuta dal cardinal Dziwisz. Molti Capi di Stato e di Governo europei e mondiali furono impediti a parteciparvi dall'eruzione del vulcano Eyjafjöll che aveva bloccato il traffico aereo.
Kaczyński e sua moglie furono tumulati nella cattedrale del Wawel.

## Nella cultura di massa
L'incidente è stato analizzato nella puntata La morte del Presidente Kaczynski della dodicesima stagione del documentario Indagini ad alta quota, trasmesso da National Geographic Channel.